# Helen Mirren

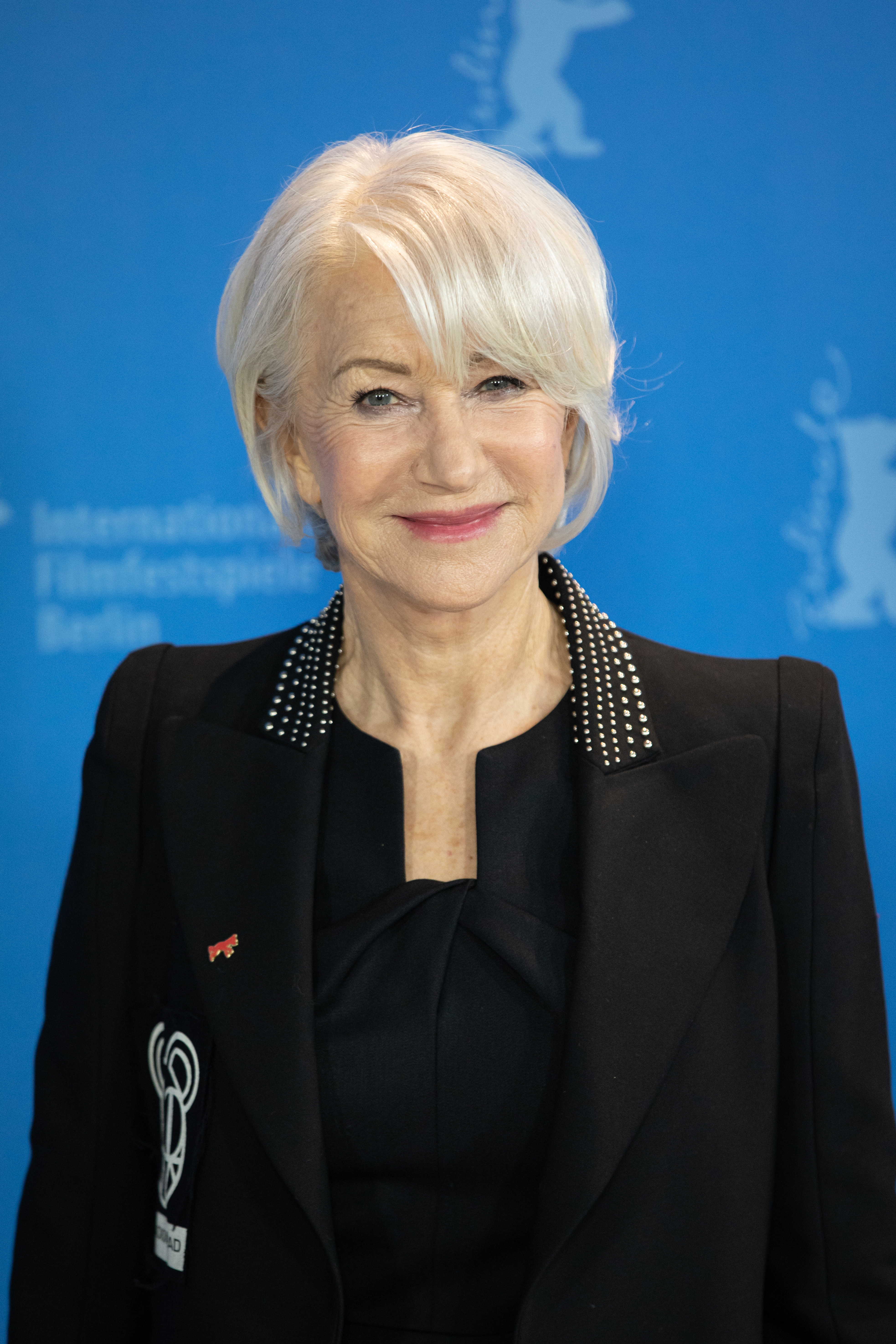
Helen Mirren (2020)

Dame Helen Mirren, DBE (* 26. Juli 1945 in London als Helen Lydia Mironoff) ist eine britische Schauspielerin. Sie ist unter anderem Golden-Globe- und Oscar-Preisträgerin.
Mirren zählt zu den großen britischen Schauspielerinnen auch im klassischen Rollenfach und verkörperte auf der Bühne verschiedene Heldinnen Shakespeares. Einem breiteren Publikum wurde sie durch Rollen wie Morgana in Excalibur, Chris Harper in Kalender Girls und durch ihre Darstellung von Elisabeth II. in Stephen Frears’ Spielfilm Die Queen bekannt, für die sie 2007 bei der 79. Oscarverleihung als beste Schauspielerin ausgezeichnet wurde. In Deutschland wurde sie nicht zuletzt durch ihre Rolle als DCI Jane Tennison in der britischen Kriminalserie Heißer Verdacht (Prime Suspect) bekannt.

## Leben
Mirren wurde in London als Helen Lydia Mironoff geboren und von der Familie Ilyena genannt. Ihr Großvater, Mitglied einer aristokratischen russischen Familie, floh nach der Russischen Revolution ins Exil nach England. Sie ist eine direkte Nachfahrin von Michail Kamenski. Ihr Vater arbeitete als Taxifahrer, freiberuflicher Musiker und Fahrlehrer. In den 1950er Jahren änderte er seinen Familiennamen in Mirren. Nach Helen Mirrens eigenen Angaben wusste sie bereits im Alter von sechs Jahren, dass sie nicht nur Schauspielerin, sondern eine große Schauspielerin „im alten traditionellen Sinn“ werden wollte. Nach einem kurzzeitigen Versuch, sich den Wünschen ihrer Eltern zu fügen und die Berufsfachschule für Lehrer zu besuchen, entschied sie sich doch für das Theater.
In den frühen 1980er Jahren war sie die Lebensgefährtin des Schauspielers Liam Neeson, den sie bei den Dreharbeiten zu Excalibur kennengelernt hatte. Mirren ist seit dem 31. Dezember 1997 mit dem Regisseur Taylor Hackford verheiratet. Am 5. Dezember 2003 wurde sie als Dame Commander des Order of the British Empire (DBE) in den persönlichen Adelsstand erhoben. Eine erste Auszeichnung als Commander of the British Empire (CBE) im Jahr 1996 hatte sie abgelehnt. Seit 1998 ist Helen Mirren Botschafterin der Entwicklungshilfeorganisation Oxfam und setzt sich vor allem für deren Kampagne Control Arms ein. 2011 wurde sie in die American Academy of Arts and Sciences gewählt.
Ihr Neffe Simon Mirren ist Drehbuchautor und Fernsehproduzent, das Fotomodell und Filmschauspielerin Tania Mallet war ihre Cousine väterlicherseits.

## Karriere
Im Alter von 19 Jahren wurde Helen Mirren in die renommierte Royal Shakespeare Company aufgenommen. Bekannt wurde sie 1969, als sie in dem Kinofilm Das Mädchen vom Korallenriff die Muse des Malers Bradley Monahan (James Mason) darstellte. Danach spielte sie regelmäßig in Kinoproduktionen.

Nachdem sie die Rolle der Stewardess Mary Sloan in der Fernsehproduktion S.O.S. Titanic (1979) gespielt hatte, war sie die Fee Morgana in Excalibur (1981). Von ihrer Wandlungsfähigkeit zeugten ihre Rollen in dem Weltraum-Epos 2010 – Das Jahr, in dem wir Kontakt aufnehmen und in Cal. Für diese Darstellung erhielt sie bei den Filmfestspielen von Cannes 1984 den Preis als beste Darstellerin.
1986 spielte sie unter anderem die Mutter von River Phoenix in dem Kinofilm Mosquito Coast des Regisseurs Peter Weir. Im Jahr 1989 erregte Mirren erneut Aufsehen durch ihre Mitwirkung in Peter Greenaways Film Der Koch, der Dieb, seine Frau und ihr Liebhaber. Ab 1991 spielte Mirren in regelmäßigen Abständen die Kommissarin Jane Tennison in der Fernsehserie Heißer Verdacht. 1995 war Mirren als Königin Charlotte in der Komödie King George – Ein Königreich für mehr Verstand zu sehen. Für diese Rolle erhielt sie unter anderem einen weiteren Darstellerpreis bei den Filmfestspielen in Cannes und eine Oscarnominierung.
Ihre schauspielerische Bandbreite stellte Mirren in den kommenden Jahren unter Beweis, so als boshafte Lehrerin in Tötet Mrs. Tingle, als Ärztin in Das Versprechen, sowie in  Gosford Park unter der Regie von Robert Altman. 2003 spielte sie mit in dem Film Kalender Girls, einer Komödie um einen Kreis reiferer Damen, die sich für einen Benefiz-Kalender entblößen. 2005 spielte Mirren mit Elisabeth I. in dem Fernsehzweiteiler Elisabeth I wieder eine historische Persönlichkeit. Für ihre Darstellung erhielt sie diverse Auszeichnungen und Nominierungen, darunter einen Emmy und einen Golden Globe Award im Jahr 2007.
Kurz darauf verkörperte Mirren im Film Die Queen mit Elisabeth II. erneut eine britische Monarchin. Auch für diese Darstellung erhielt sie mehrere Auszeichnungen und Nominierungen, darunter den  „Oscar“ als beste Hauptdarstellerin, den Darstellerpreis Coppa Volpi bei den Filmfestspielen von Venedig und einen Golden Globe Award. Damit gewann Mirren bei der Golden-Globe-Verleihung 2007 mit ihrer Darstellung der Queen in gleich zwei Darstellerkategorien den Preis für die beste Hauptdarstellerin. Darüber hinaus war sie 2007 in der Kategorie „Beste Hauptdarstellerin – Mini-Serie oder Fernsehfilm“ sowohl für ihre Rolle als Elisabeth I. wie auch als Protagonistin des Fernsehfilms Prime Suspect: Final Act nominiert. Ab 2013 in London und ab 2015 am New Yorker Broadway war sie erneut als Elisabeth II. in Peter Morgans Theaterstück The Audience zu sehen, der bereits für Die Queen die Drehbuchvorlage geliefert hatte. Für ihre Leistung erhielt sie die wichtigsten britischen und amerikanischen Theaterpreise zugesprochen, darunter der Laurence Olivier Award, der Tony Award und der Drama Desk Award jeweils als beste Hauptdarstellerin.
Neben ihren schauspielerischen Arbeiten ist Mirren immer wieder auch als Synchronsprecherin tätig. So war sie als Königin in Der Prinz von Ägypten genauso zu hören wie als Macheeba in dem Tierfilm Pride – Das Gesetz der Savanne oder als Computer „Deep Thought“ in der Originalfassung von Per Anhalter durch die Galaxis.
Auch als Regisseurin konnte sich Mirren etablieren. In der Fernsehproduktion Random – Nichts ist wie es scheint gab sie 2001 neben Anne Heche und Mary Stuart Masterson für die Episode Happy Birthday ihr Regiedebüt.
In Deutschland wurde Helen Mirren im Laufe ihrer Karriere von verschiedenen Sprecherinnen, seit Tintenherz (2008) jedoch hauptsächlich von Karin Buchholz synchronisiert.

## Filmografie (Auswahl)

### Kinofilme
- 1967: Herostratos
- 1968: Ein Sommernachtstraum (A Midsummer Night’s Dream)
- 1969: Das Mädchen vom Korallenriff (Age of Consent)
- 1972: Savage Messiah
- 1973: Der Erfolgreiche (O Lucky Man!)
- 1976: Hamlet
- 1979: Caligula (Caligola)
- 1980: Zerstörte Liebe (Hussy)
- 1980: Rififi am Karfreitag (The Long Good Friday)
- 1980: Das boshafte Spiel des Dr. Fu Man Chu (The Fiendish Plot of Dr. Fu Manchu)
- 1981: Excalibur
- 1984: Cal
- 1984: 2010: Das Jahr, in dem wir Kontakt aufnehmen (2010: The Year We Make Contact)
- 1985: Spuren der Liebe (Coming Through)
- 1985: Ist dieser Mann nicht himmlisch? (Heavenly Pursuits)
- 1985: White Nights – Die Nacht der Entscheidung (White Nights)
- 1986: Mosquito Coast
- 1987: Die vergessene Insel (Pascali’s Island)
- 1987: Mord aus Leidenschaft (Cause Celebre)
- 1989: Der Koch, der Dieb, seine Frau und ihr Liebhaber (The Cook, the Thief, His Wife & Her Lover)
- 1989: Der Fluch der Wale (When the Whales Came)
- 1990: Bethune – Arzt und Held (Bethune – The Making of a Hero)
- 1990: Der Trost von Fremden (The Comfort of Strangers)
- 1991: Engel und Narren (Where Angels Fear to Tread)
- 1993: Der Falke des Schreckens (The Hawk)
- 1994: Hamlet – Der Prinz von Jütland (The Prince of Jutland)
- 1995: King George – Ein Königreich für mehr Verstand (The Madness of King George)
- 1996: Mütter & Söhne (Some Mother’s Son)
- 1997: Sterben und erben (Critical Care)
- 1998: Der Prinz von Ägypten (The Prince of Egypt, Stimme Königin)
- 1999: Tötet Mrs. Tingle! (Teaching Mrs. Tingle)
- 2000: Greenfingers – Harte Jungs und zarte Triebe (Greenfingers)
- 2001: Das Versprechen (The Pledge)
- 2001: Letzte Runde (Last Orders)
- 2001: Gosford Park
- 2003: Kalender Girls (Calendar Girls)
- 2003: Mrs. Stone und ihr römischer Frühling (The Roman Spring of Mrs. Stone)
- 2004: Liebe auf Umwegen (Raising Helen)
- 2004: Anatomie einer Entführung (The Clearing)
- 2004: Pride – Das Gesetz der Savanne (Pride, Stimme Macheeba)
- 2005: Per Anhalter durch die Galaxis (The Hitchhiker’s Guide to the Galaxy, Stimme Deep Thought)
- 2005: Shadowboxer
- 2006: Die Queen (The Queen)
- 2007: Das Vermächtnis des geheimen Buches (National Treasure: Book of Secrets)
- 2008: Tintenherz (Inkheart)
- 2009: State of Play – Stand der Dinge (State of Play)
- 2009: Ein russischer Sommer (The Last Station)
- 2010: The Tempest – Der Sturm (The Tempest)
- 2010: Brighton Rock
- 2010: R.E.D. – Älter, Härter, Besser (R.E.D – Retired.Extremely.Dangerous)
- 2010: Die Legende der Wächter (Legend of the Guardians: The Owls of Ga’Hoole, Stimme Nyra)
- 2010: Love Ranch
- 2011: Arthur
- 2011: Eine offene Rechnung (The Debt)
- 2012: Hinter der Tür (The Door)
- 2012: Hitchcock
- 2013: Die Monster Uni (Monsters University, Stimme Dekanin Hardscrabble)
- 2013: R.E.D. 2 (RED 2)
- 2014: Madame Mallory und der Duft von Curry (The Hundred-Foot Journey)
- 2015: Die Frau in Gold (Woman in Gold)
- 2015: Eye in the Sky
- 2015: Trumbo
- 2016: Verborgene Schönheit (Collateral Beauty)
- 2017: Fast & Furious 8 (The Fate of the Furious)
- 2017: Das Leuchten der Erinnerung (The Leisure Seeker)
- 2018: Winchester – Das Haus der Verdammten (Winchester)
- 2018: Der Nussknacker und die vier Reiche (The Nutcracker and the Four Realms)
- 2019: Anna
- 2019: Fast & Furious: Hobbs & Shaw (Fast & Furious Presents: Hobbs & Shaw)
- 2019: The Good Liar – Das alte Böse (The Good Liar)
- 2020: Der einzig wahre Ivan (The One and Only Ivan, Stimme von Snickers)
- 2020: The Duke
- 2021: Fast & Furious 9 (F9)
- 2023: Golda – Israels Eiserne Lady (Golda)
- 2023: Shazam! Fury of the Gods
- 2023: Fast & Furious 10 (Fast X)
- 2023: Barbie (nur Stimme)
- 2023: White Bird (White Bird: A Wonder Story)

### Fernsehproduktionen
- 1975: Caesar and Claretta
- 1978: Wie es euch gefällt (As You Like It)
- 1979: S.O.S. Titanic
- 1983: Cymbeline
- 1987: Twilight Zone (The Twilight Zone, Fernsehserie, Episode 1x09 Die Schuhe der Toten)
- 1989: Die Mörder warten schon (Red King, White Knight)
- 1991: Heißer Verdacht (Prime Suspect)
- 1992: Heißer Verdacht: Operation Nadine (Prime Suspect 2)
- 1993: Heißer Verdacht: Aktion Soko (Prime Suspect 3)
- 1995: Heißer Verdacht: Der Duft des Todes (Prime Suspect 4: The Scent of Darkness)
- 1995: Heißer Verdacht: Kind vermisst (Prime Suspect 4: The Lost Child)
- 1995: Heißer Verdacht: Seilschaften (Prime Suspect 4: Inner Circles)
- 1996: Abschied von Chase (Loosing Chase)
- 1996: Heißer Verdacht: Tödliche Verstrickung (Prime Suspect 5: Errors of Judgement)
- 1999: Ayn Rand – Leben und Liebe für die Literatur (The Passion of Ayn Rand)
- 2001: Random – Nichts ist wie es scheint (On the Edge)
- 2002: Von Tür zu Tür (Door to Door)
- 2003: Heißer Verdacht: Die letzten Zeugen (Prime Suspect 6: The Last Witness) – auch Regie
- 2003: Mrs. Stone und ihr römischer Frühling (The Roman Spring of Mrs. Stone)
- 2005: Third Watch – Einsatz am Limit (Third Watch, Episode 6x15)
- 2005: Elizabeth I
- 2006: Heißer Verdacht: Das Finale (Prime Suspect: The Final Act)
- 2013: Der Fall Phil Spector (Phil Spector)
- 2019: Catherine the Great (Miniserie)
- 2021: Solos (Episode 1x03)
- 2021: Harry Potter: Hogwarts Tournament of Houses
- 2022–2025: 1923 (Fernsehserie)
- 2023: The Masked Singer (Gastauftritt Episode 9x04)
- seit 2025: MobLand – Familie bis aufs Blut (MobLand)
- 2025: The Thursday Murder Club

## Auszeichnungen und Nominierungen
Oscar
- 1995 nominiert als „Beste Nebendarstellerin“ in King George – Ein Königreich für mehr Verstand
- 2002 nominiert als „Beste Nebendarstellerin“ in Gosford Park
- 2007 ausgezeichnet als „Beste Hauptdarstellerin“ in Die Queen
- 2010 nominiert als „Beste Hauptdarstellerin“ in Ein russischer Sommer

American Cinematheque Award 2023
BAFTA Awards
- 1985 nominiert als „Beste Hauptdarstellerin“ in Cal
- 1992 ausgezeichnet als „Beste Fernsehschauspielerin“ in Heißer Verdacht
- 1993 ausgezeichnet als „Beste Fernsehschauspielerin“ in Heißer Verdacht: Operation Nadine
- 1994 ausgezeichnet als „Beste Fernsehschauspielerin“ in Heißer Verdacht: Aktion Soko
- 1996 nominiert als „Beste Hauptdarstellerin“ in King George – Ein Königreich für mehr Verstand
- 1996 nominiert als „Beste Fernsehschauspielerin“ in Heißer Verdacht: Der Duft des Todes/Kind vermisst/Seilschaften
- 1997 nominiert als „Beste Fernsehschauspielerin“ in Heißer Verdacht: Tödliche Verstrickung
- 2002 nominiert als „Beste Nebendarstellerin“ in Gosford Park
- 2004 ausgezeichnet mit dem Britannia Award
- 2004 nominiert als „Beste Fernsehschauspielerin“ in Heißer Verdacht: Die letzten Zeugen
- 2007 ausgezeichnet als „Beste Hauptdarstellerin“ in Die Queen

Drama Desk Award
- 1995 nominiert als „Beste Hauptdarstellerin in einem Theaterstück“ in A Month in the Country
- 2015 ausgezeichnet als „Beste Hauptdarstellerin in einem Theaterstück“ in The Audience

Emmy
- 1993 nominiert als „Herausragende Hauptdarstellerin in einer Miniserie oder einem Special“ in Heißer Verdacht: Operation Nadine
- 1994 nominiert als „Herausragende Hauptdarstellerin in einer Miniserie oder einem Special“ in Heißer Verdacht: Aktion Soko
- 1996 ausgezeichnet als „Herausragende Hauptdarstellerin in einer Miniserie oder einem Special“ in Heißer Verdacht: Der Duft des Todes/Kind vermisst/Seilschaften
- 1997 nominiert als „Herausragende Hauptdarstellerin in einer Miniserie oder einem Special“ in Heißer Verdacht: Tödliche Verstrickung
- 1999 ausgezeichnet als „Herausragende Hauptdarstellerin in einer Miniserie oder einem Film“ in The Passion of Ayn Rand
- 2003 nominiert als „Herausragende Hauptdarstellerin in einer Miniserie oder einem Film“ in The Roman Spring of Mrs. Stone
- 2003 nominiert als „Herausragende Nebendarstellerin in einer Miniserie oder einem Film“ in Von Tür zu Tür
- 2004 nominiert als „Herausragende Hauptdarstellerin in einer Miniserie oder einem Film“ in Heißer Verdacht: Die letzte Zeugin
- 2006 ausgezeichnet als „Herausragende Hauptdarstellerin in einer Miniserie oder einem Film“ in Elizabeth I
- 2007 ausgezeichnet als „Herausragende Hauptdarstellerin in einer Miniserie oder einem Film“ in Heißer Verdacht: Das Finale

Europäischer Filmpreis
- 2007 ausgezeichnet als „Beste Darstellerin“ in Die Queen
- 2012 ausgezeichnet für die Beste europäische Leistung im Weltkino

Golden Globe Award
- 1997 ausgezeichnet als „Beste Hauptdarstellerin – Miniserie oder Fernsehfilm“ in Abschied von Chase
- 2000 nominiert als „Beste Hauptdarstellerin – Miniserie oder Fernsehfilm“ in The Passion of Ayn Rand
- 2002 nominiert als „Beste Nebendarstellerin“ in Gosford Park
- 2003 nominiert als „Beste Hauptdarstellerin – Miniserie oder Fernsehfilm“ in Von Tür zu Tür
- 2004 nominiert als „Beste Hauptdarstellerin – Komödie oder Musical“ in Kalender Girls
- 2004 nominiert als „Beste Hauptdarstellerin – Miniserie oder Fernsehfilm“ in The Roman Spring Of Mrs. Stone
- 2007 ausgezeichnet als „Beste Hauptdarstellerin – Drama“ in Die Queen
- 2007 ausgezeichnet als „Beste Hauptdarstellerin – Miniserie oder Fernsehfilm“ in Elizabeth I
- 2007 nominiert als „Beste Hauptdarstellerin – Miniserie oder Fernsehfilm“ in Heißer Verdacht: Das Finale
- 2010 nominiert als „Beste Hauptdarstellerin – Drama“ in Ein russischer Sommer
- 2013 nominiert als „Beste Hauptdarstellerin – Drama“ in Hitchcock
- 2014 nominiert als „Beste Hauptdarstellerin – Miniserie oder Fernsehfilm“ in Der Fall Phil Spector
- 2015 nominiert als „Beste Hauptdarstellerin – Komödie oder Musical“ in Madame Mallory und der Duft von Curry
- 2016 nominiert als „Beste Nebendarstellerin“ in Trumbo
- 2018 nominiert als „Beste Hauptdarstellerin – Komödie oder Musical“ in Das Leuchten der Erinnerung

Goldene Himbeere
- 2019 nominiert als „Schlechteste Schauspielerin“ in Winchester – Das Haus der Verdammten
- 2024 nominiert als „Schlechteste Schauspielerin“ in Shazam! Fury of the Gods

Goldene Kamera
- 2016 ausgezeichnet für ihr Lebenswerk

Internationale Filmfestspiele Berlin
- 2020: Goldener Ehrenbär für ihr Lebenswerk[6]

Internationale Filmfestspiele von Cannes
- 1984 ausgezeichnet als „Beste Darstellerin“ in Cal
- 1995 ausgezeichnet als „Beste Darstellerin“ in King George – Ein Königreich für mehr Verstand

Internationale Filmfestspiele von Venedig
- 2006 ausgezeichnet mit dem Coppa Volpi als „Beste Darstellerin“ in Die Queen

Laurence Olivier Award
- 1983 nominiert als „Beste Hauptdarstellerin in einem wiederaufgenommenen Theaterstück“ für Antony and Cleopatra
- 2001 nominiert als „Beste Hauptdarstellerin in einem Theaterstück“ in Orpheus
- 2004 nominiert als „Beste Hauptdarstellerin in einem Theaterstück“ in Mourning Becomes Electra
- 2013 ausgezeichnet als „Beste Hauptdarstellerin in einem Theaterstück“ in The Audience

London Critics’ Circle Film Award
- 2007 ausgezeichnet als „Beste britische Hauptdarstellerin“ in Die Queen

Los Angeles Film Critics Association Award
- 2006 ausgezeichnet als „Beste Hauptdarstellerin“ in Die Queen

Online Film Critics Society Awards
- 2006 ausgezeichnet als „Beste Hauptdarstellerin“ in Die Queen

Tony Award
- 1995 nominiert als „Beste Hauptdarstellerin in einem Theaterstück“ in A Month in the Country
- 2002 nominiert als „Beste Hauptdarstellerin in einem Theaterstück“ in Dance of Death
- 2015 ausgezeichnet als „Beste Hauptdarstellerin in einem Theaterstück“ in The Audience

Mirren wurde am 3. Januar 2013 der Stern mit der Nr. 2488 auf dem Hollywood Walk of Fame verliehen.

## Dokumentation
- Helen Mirren – Eine königliche Schauspielerin. Regie: Nicolas Maupied. ARTE, FFL, Frankreich, Luxemburg, 52 Minuten, 2022